# Німецька колода
Німецька колода — 32- або 36-карткова колода карт, що використовується для традиційних картівних ігор (наприклад, скат).
Німецька колода розвинулася в XV столітті на півдні Німеччини паралельно зі швейцарською колодою з італо-іспанської колоди.
Окрім південних і східних регіонів Німеччини ця колода також використовується в Австрії, Угорщині, Словаччині, Словенії, Хорватії і Чехії. Її відмінною особливістю є використання нестандартних символів мастей:
|  | Жолуді (трефи) |  | Листя (вина)       |
|  | Серця (чирви)  |  | Дзвоники (дзвінки) |

Під тиском гравців у скат із західних регіонів Німеччини та з-за кордону було створено «компромісну» (змішану) колоду. Для міжнародних турнірів замість класичної німецької колоди може використовуватися варіант із французькими символами мастей, розфарбованими в «німецькі» кольори:
| ♣ | ♠ | ♥ | ♦ |

Карта велі в німецькій колоді в деяких іграх відіграє роль джокера.

## Різновиди
Німецька колода об'єднує розмаїття окремих малюнків, унікальних за стилем, які сформувалися в різних регіонах, де був поширений німецький стиль гральних карт. Частина з них використовується досі, решта витіснена французькою колодою або іншими популярнішими малюнками. Список історичних малюнків німецької колоди:

### Північнонімецький підтип
- ганноверський малюнок†
- німецький малюнок (малюнок НДР)
- прусський (сілезький, галльський) малюнок
- саксонський малюнок

### Південнонімецький підтип
- ансбахський малюнок†
- аугсбургський малюнок†
- баварський малюнок
- баварський військовий малюнок†
- вюртемберзький малюнок
- зальцбурзький малюнок
- лінцький малюнок†
- празький малюнок
- російський малюнок†
- тірольський малюнок†
- франконський малюнок

### Австрійський підтип
- малюнок пір року (подвійний німецький)
- жлутіцький малюнок†
- львівський малюнок†
- шопронський малюнок†
- угорський малюнок†